# (9784) Yotsubashi
(9784) Yotsubashi  es un asteroide perteneciente al cinturón de asteroides, descubierto el 31 de diciembre de 1994 por Takao Kobayashi desde el Observatorio de Ōizumi, en Japón.

## Designación y nombre
Yotsubashi se designó inicialmente como 1994 YJ1.
Más adelante, en 2002 fue nombrado por Yotsubashi, un sitio en el centro de Osaka donde los astrónomos del período Edo observaron eclipses. El primer centro científico de Japón se estableció en Yotsubashi en 1937.

## Características orbitales
Yotsubashi orbita a una distancia media del Sol de 2,745 ua, pudiendo acercarse hasta 2,593 ua y alejarse hasta 2,897 ua. Tiene una excentricidad de 0,055 y una inclinación orbital de 5,447° grados. Emplea en completar una órbita alrededor del Sol 1661,13 días.
Pertenece a la familia de asteroides de (110) Lydia.

## Características físicas
Su magnitud absoluta es 13,74. Tiene 9,884 km de diámetro. Su albedo se estima en 0,095.